# Petr Oldenburský (1812–1881)
Petr Oldenburský (Konstantin Fridrich Petr; 26. srpna 1812, Jaroslavl – 14. května 1881, Petrohrad) byl vévodou z rodu Oldenburků a dědem vévody Petra Oldenburského a ruského velkoknížete Nikolaje Nikolajeviče, generála carské ruské armády za první světové války.
Petr Oldenburský byl učenec a filantrop. Také skládal hudbu. V roce 1857 složil hudbu k baletu Maria Petipy, La Rose, la violette et le papillon. Pas d'Esclave z baletu Le Corsaire, který je převzat z jeho partitury pro toto dílo, se hraje v divadlech po celém světě.

## Původ a mládí
Vévoda Petr se narodil 26. srpna 1812 v Jaroslavli v Rusku. Jeho otec, vévoda Jiří, byl pouze druhým synem vládnoucího oldenburského vévody bez šancí zdědit otcův titul nebo majetek a tak žil v Rusku, kde se v roce 1809 oženil s ruskou velkokněžnou Kateřinou Pavlovnou. Vévoda Jiří, který byl jmenován guvernérem Volhy, zemřel šest měsíců po narození Petra, svého druhého syna. Petrova matka Kateřina Pavlovna byla oblíbenou sestrou ruského cara Alexandra I., který vzal své dva synovce, Petra a jeho staršího bratra Alexandra, pod svou ochranu. Bratři žili v Rusku do roku 1816, kdy se jejich matka znovu vdala za krále Viléma I. Württemberského. Poté se přestěhovali do Württemberska a byli vzděláváni ve Stuttgartu. Po smrti matky o méně než tři roky později byl Petr a jeho bratr poslán k dědečkovi do Oldenburska. Protože jejich strýce, dědičný velkovévoda August, byl zatím svobodný, byli oba chlapci v přímé linii nástupnictví Oldenburského velkovévodství, a tak jim dědeček dopřál značné vzdělání, stejně jako svým vlastním synům, a oba bratři byli pravidelně posíláni na výchovné výlety po Německu, aby si rozšířili vzdělání.
V květnu 1829 oldenburský dědeček zemřel a po smrti bratra Alexandra v listopadu téhož roku poslal pro Petra jeho strýc, ruský car Mikuláš I. a jmenoval ho plukovníkem záchranářů. Petrova kariéra rychle stoupala a následně byl jmenován generálporučíkem. Po čtyřech letech vojenské služby ze svého postu odstoupil a stal se aktivním v petrohradské vládě. V roce 1834 se stal ruským senátorem a od té doby bylo jeho jméno známé jako jméno velkého filantropa, který věnoval svou energii primárně vzdělání. Založil carskou právnickou školu, ve které se vzdělávali budoucí ruští soudci a administrátoři, v roce 1844 byl jmenován hlavou organizace podporující vzdělávání žen.
Petr byl take učenec, mluvil osmi jazyky. Jako čestný prezident nadace carevny Marie hrál také vedoucí roli v dohlížení na vývin nemocnic v Rusku, z nichž jedna petrohradská nesla název dětská nemocnice vévody Petra Oldenburského. Také značně přispíval na program na budování škol v Oldenbursku.

## Manželství
23. dubna 1837 se čtyřiadvacetiletý Petr v Biebrichu oženil s o tři roky mladší Terezou Nasavsko-Weilburskou. Toto šťastné manželství trvalo déle než třicet let. Manželé spolu měli osm dětí. Vévoda Petr a jeho manželka vedli příkladný rodinný život a dbali na vzdělání svých dětí. Zimní měsíce rodina trávila v Petrodvorci, v létě se stěhovala do svého dalšího sídla Kamenoj Ostrov.

## Skladatel
Vévoda Petr byl talentovaný klavírista a skladatel, v roce 1842 složil svůj první hlavní klavírní koncert. V roce 1844 jeho druhý klavírní koncert provedla poprvé v Michajlovském paláci velká klavíristka Clara Schumannová, a řídil jeho dlouhodobý přítel a kolega Adolf von Henselt.
Jako většina ruské šlechty byl Petr dlouhodobě obdivovatelem baletu a patronem umění. V roce 1857 byl pověřen zkomponováním partitury k zábavnému baletu Maria Petipy, La Rose, la Violette et le Papillon, který byl předveden královskému dvoru v carském divadle v Carském Selu. V roce 1858 z vévodovy partitury Petipa vyňal Pas de Deux a přidal ho do svého baletu Le Corsaire. To je jediná skladba vévody Petra, která je v divadlech slyšet.
Mnoho Petrových skladeb bylo využito ke vzdělávání na petrohradské konzervatoři. Skladatel a učitel Adolf von Henselt, blízký vévodův přítel, řadu jeho skladeb rozšířil, aby je využil pro výukové účely.

## Pozdější léta
Petr strávil padesát let ve službě Rusku, za což byl hluboce respektován a bylo mu za ni poděkováno masivní slavností v roce 1880 v Petrohradu, které se účastnil také jeho bratranec, ruský car Alexandr II., a většina carské rodiny, jeho bratranec velkovévoda Mikuláš Oldenburský a zástupci mnoha organizací, s nimiž byl vévoda spojen. Petr si byl velmi blízký se svým bratrancem Alexandrem II. a jeho smrt při atentátu v březnu 1881 nesl velmi špatně a o dva měsíce později, 14, května 1881 Petrohradu ve věku 68 let sám zemřel.

## Potomci
Vévoda Petr měl s manželkou Terezou osm dětí:
- 1. Alexandra Petrovna Oldenburská (2. 6. 1838 Petrohrad – 13. 4. 1900 Kyjev)
  - ⚭ 1856 Nikolaj Nikolajevič Ruský (8. 8. 1831 Carskoje Selo – 25. 4. 1891 Alupka), ruský velkokníže, polní maršál a hlavní velitel ruské armády v rusko-turecké válce
- 2. Mikuláš Oldenburský (9. 5. 1840 Petrohrad – 20. 1. 1886 Ženeva)
  - ⚭ 1863 Maria Bulazel (8. 7. 1844 Charkov – 10. 3. 1907 Paříž)
- 3. Cecílie Oldenburská (27. 2. 1842 Petrohrad – 11. 1. 1843 tamtéž)
- 4. Alexandr Petrovič Oldenburský (2. 6. 1844 Petrohrad – 6. 9. 1932 Biarritz)
  - ⚭ 1868 Evženie Maxmilianovna z Leuchtenbergu (1. 4. 1845 Petrohrad – 4. 5. 1925 Biarritz)
- 5. Kateřina Oldenburská (21. 9. 1846 Petrohrad – 23. 6. 1866 tamtéž), svobodná a bezdětná
- 6. Jiří Oldenburský (17. 4. 1848 Petrohrad – 17. 3. 1871 tamtéž)
- 7. Konstantin Petrovič Oldenburský (9. 5. 1850 Petrohrad – 18. 3. 1906 Nice)
  - ⚭ 1882 Agrippina Japaridze (25. 10. 1855 – 18. 10. 1926 Kislovodsk)
- 8. Tereza Petrovna Oldenburská (30. 3. 1852 Petrohrad – 18. 4. 1883 tamtéž)
  - ⚭ 1879 Jiří Maximilianovič z Leuchtenbergu (29. 2. 1852 Petrohrad – 16. 5. 1912 Paříž), 6. vévoda z Leuchtenbergu

Portray dětí od Woldemara Haua
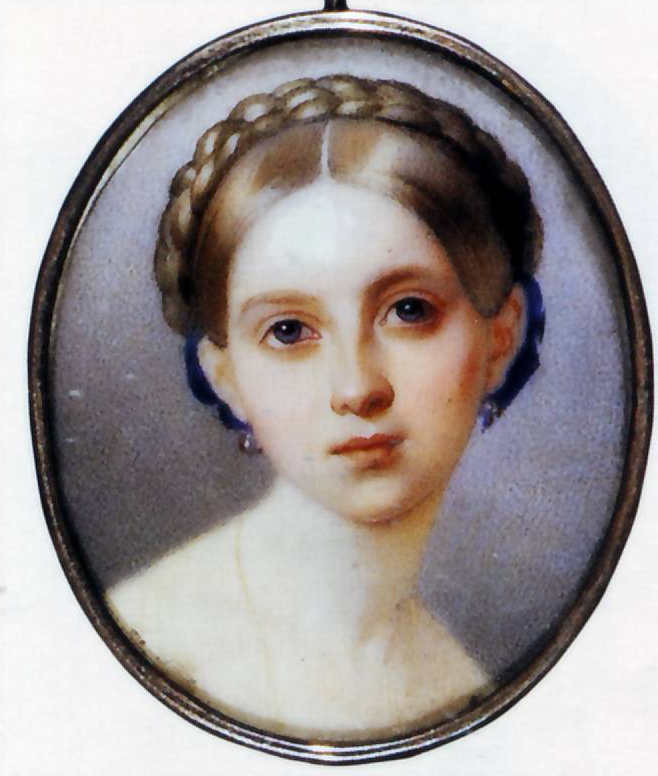
Alexandra Oldenburská
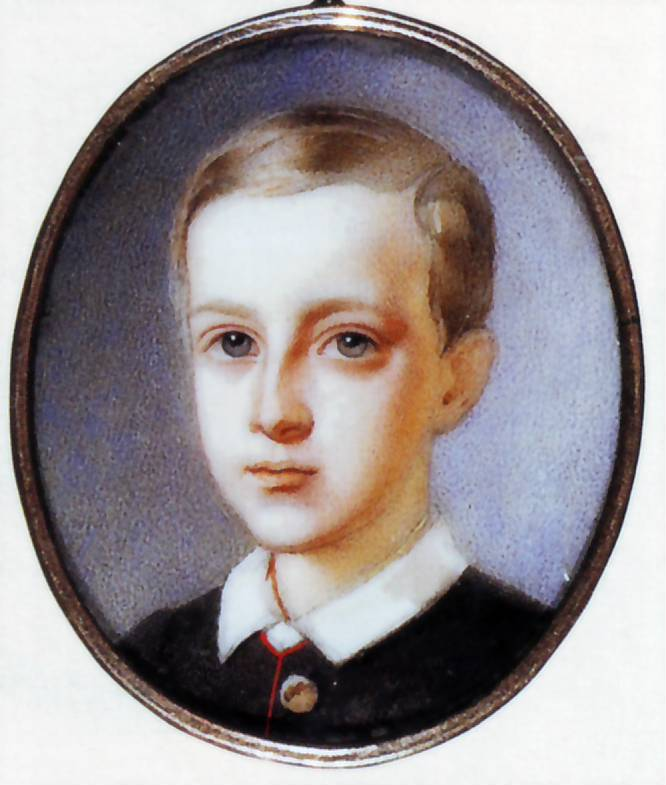
Mikuláš Oldenburský
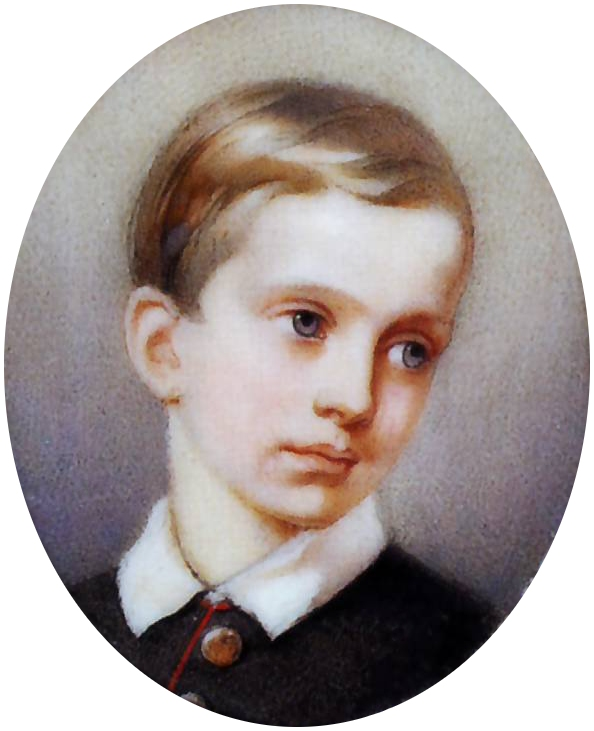
Alexandr Oldenburský
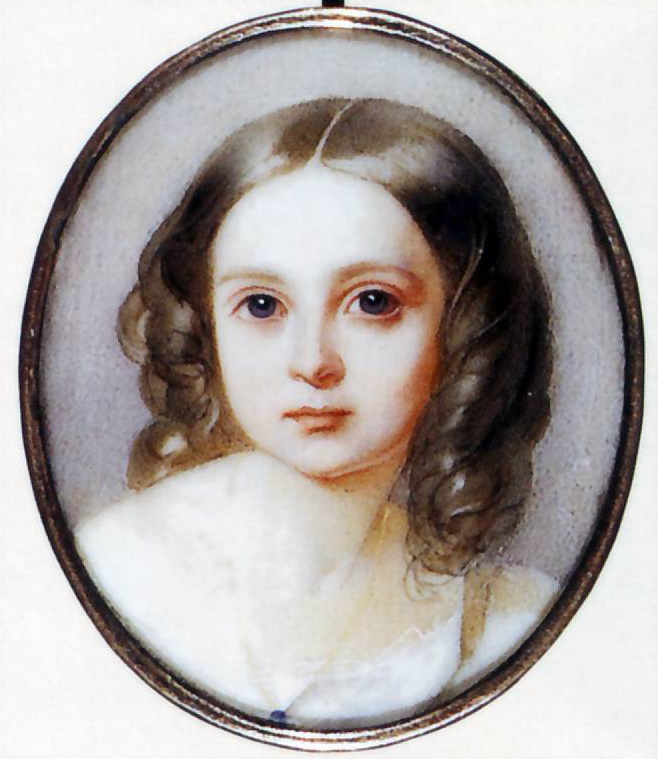
Kateřina Oldenburská
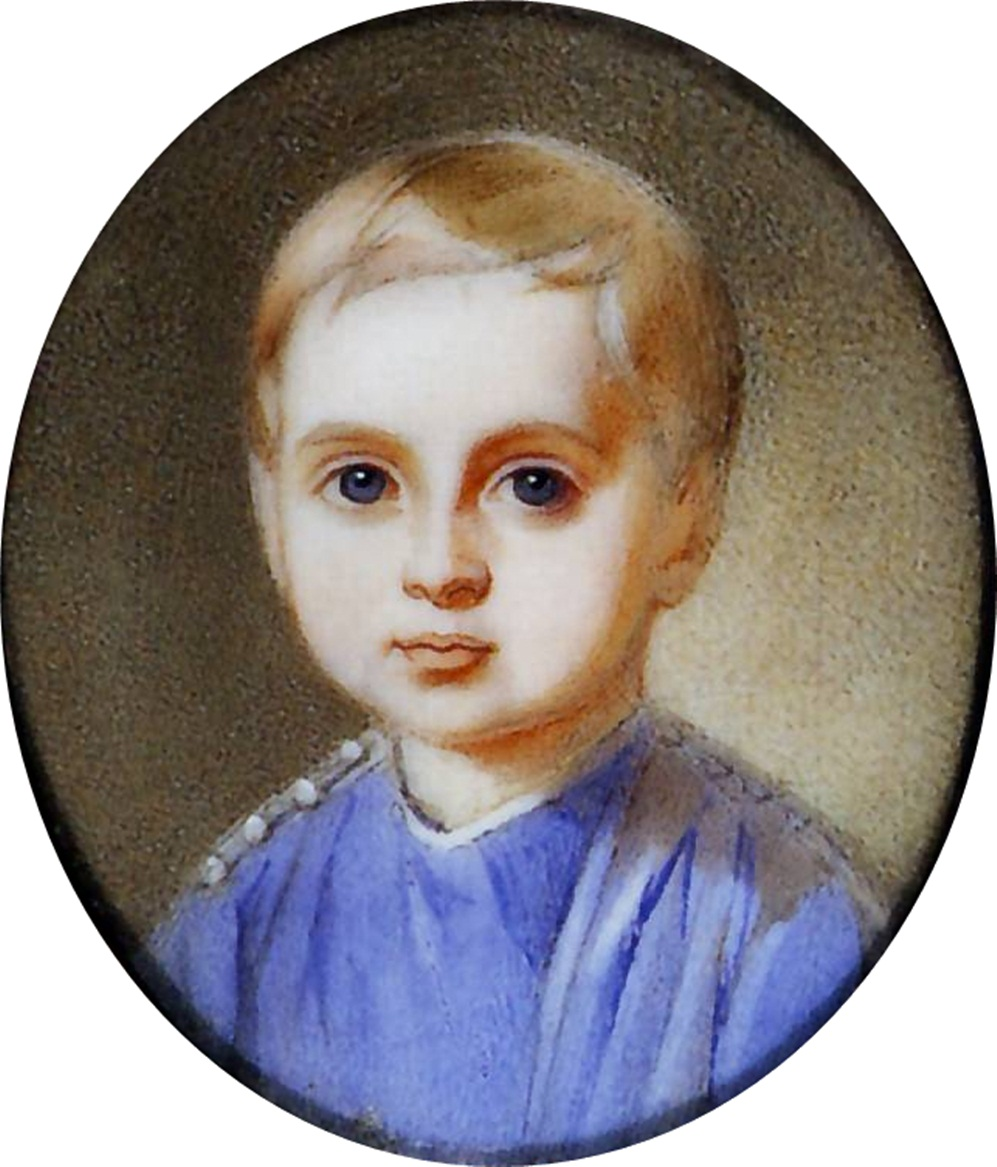
Konstantin Oldenburský
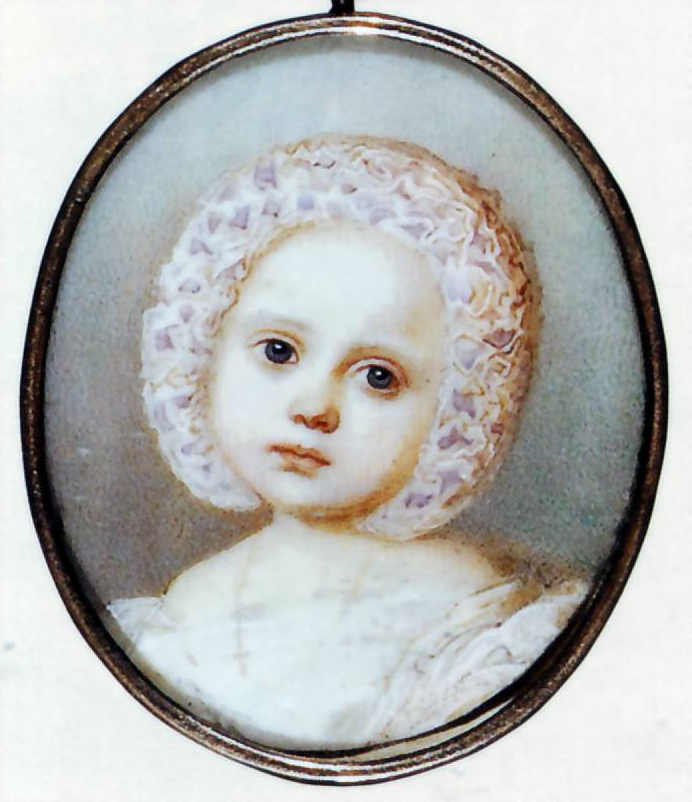
Tereza Oldenburská

## Vývod z předků
|                    |                                                         |  |                                      |                                                              |  |  |  |  |  |  |  | Kristián August Holštýnsko-Gottorpský |
|                    |                                                         |  |                                      |                                                              |  |  |  |  |  |  |  |                                       |
|                    | Jiří Ludvík Holštýnsko-Gottorpský                       |  |                                      |                                                              |  |  |  |  |  |  |  |                                       |
|                    |                                                         |  |                                      |                                                              |  |  |  |  |  |  |  |                                       |
|                    |                                                         |  |                                      | Albertina Frederika Bádensko-Durlašská                       |  |  |  |  |  |  |  |                                       |
|                    |                                                         |  |                                      |                                                              |  |  |  |  |  |  |  |                                       |
|                    | Petr I. Oldenburský                                     |  |                                      |                                                              |  |  |  |  |  |  |  |                                       |
|                    |                                                         |  |                                      |                                                              |  |  |  |  |  |  |  |                                       |
|                    |                                                         |  |                                      | Fridrich Vilém II. Šlesvicko-Holštýnsko-Sonderbursko-Beckský |  |  |  |  |  |  |  |                                       |
|                    |                                                         |  |                                      |                                                              |  |  |  |  |  |  |  |                                       |
|                    | Žofie Šarlota Šlesvicko-Holštýnsko-Sonderbursko-Beckská |  |                                      |                                                              |  |  |  |  |  |  |  |                                       |
|                    |                                                         |  |                                      |                                                              |  |  |  |  |  |  |  |                                       |
|                    |                                                         |  |                                      | Uršula Anna z Dohna-Schlobittenu                             |  |  |  |  |  |  |  |                                       |
|                    |                                                         |  |                                      |                                                              |  |  |  |  |  |  |  |                                       |
|                    | Jiří Oldenburský                                        |  |                                      |                                                              |  |  |  |  |  |  |  |                                       |
|                    |                                                         |  |                                      |                                                              |  |  |  |  |  |  |  |                                       |
|                    |                                                         |  |                                      | Karel Alexandr Württemberský                                 |  |  |  |  |  |  |  |                                       |
|                    |                                                         |  |                                      |                                                              |  |  |  |  |  |  |  |                                       |
|                    | Fridrich II. Evžen Württemberský                        |  |                                      |                                                              |  |  |  |  |  |  |  |                                       |
|                    |                                                         |  |                                      |                                                              |  |  |  |  |  |  |  |                                       |
|                    |                                                         |  |                                      | Marie Augusta Thurn-Taxis                                    |  |  |  |  |  |  |  |                                       |
|                    |                                                         |  |                                      |                                                              |  |  |  |  |  |  |  |                                       |
|                    | Bedřiška Alžběta Württemberská                          |  |                                      |                                                              |  |  |  |  |  |  |  |                                       |
|                    |                                                         |  |                                      |                                                              |  |  |  |  |  |  |  |                                       |
|                    |                                                         |  |                                      | Fridrich Vilém Braniborsko-Schwedtský                        |  |  |  |  |  |  |  |                                       |
|                    |                                                         |  |                                      |                                                              |  |  |  |  |  |  |  |                                       |
|                    | Bedřiška Braniborsko-Schwedtská                         |  |                                      |                                                              |  |  |  |  |  |  |  |                                       |
|                    |                                                         |  |                                      |                                                              |  |  |  |  |  |  |  |                                       |
|                    |                                                         |  |                                      | Žofie Dorota Pruská                                          |  |  |  |  |  |  |  |                                       |
|                    |                                                         |  |                                      |                                                              |  |  |  |  |  |  |  |                                       |
| 'Petr Oldenburský' |                                                         |  |                                      |                                                              |  |  |  |  |  |  |  |                                       |
|                    |                                                         |  |                                      |                                                              |  |  |  |  |  |  |  |                                       |
|                    |                                                         |  | Karel Fridrich Holštýnsko-Gottorpský |                                                              |  |  |  |  |  |  |  |                                       |
|                    |                                                         |  |                                      |                                                              |  |  |  |  |  |  |  |                                       |
|                    | Petr III. Ruský                                         |  |                                      |                                                              |  |  |  |  |  |  |  |                                       |
|                    |                                                         |  |                                      |                                                              |  |  |  |  |  |  |  |                                       |
|                    |                                                         |  |                                      | Anna Petrovna                                                |  |  |  |  |  |  |  |                                       |
|                    |                                                         |  |                                      |                                                              |  |  |  |  |  |  |  |                                       |
|                    | Pavel I. Ruský                                          |  |                                      |                                                              |  |  |  |  |  |  |  |                                       |
|                    |                                                         |  |                                      |                                                              |  |  |  |  |  |  |  |                                       |
|                    |                                                         |  |                                      | Kristián August Anhaltsko-Zerbstský                          |  |  |  |  |  |  |  |                                       |
|                    |                                                         |  |                                      |                                                              |  |  |  |  |  |  |  |                                       |
|                    | Kateřina II. Veliká                                     |  |                                      |                                                              |  |  |  |  |  |  |  |                                       |
|                    |                                                         |  |                                      |                                                              |  |  |  |  |  |  |  |                                       |
|                    |                                                         |  |                                      | Johana Alžběta Holštýnsko-Gottorpská                         |  |  |  |  |  |  |  |                                       |
|                    |                                                         |  |                                      |                                                              |  |  |  |  |  |  |  |                                       |
|                    | Kateřina Pavlovna Ruská                                 |  |                                      |                                                              |  |  |  |  |  |  |  |                                       |
|                    |                                                         |  |                                      |                                                              |  |  |  |  |  |  |  |                                       |
|                    |                                                         |  |                                      | Karel Alexandr Württemberský                                 |  |  |  |  |  |  |  |                                       |
|                    |                                                         |  |                                      |                                                              |  |  |  |  |  |  |  |                                       |
|                    | Fridrich II. Evžen Württemberský                        |  |                                      |                                                              |  |  |  |  |  |  |  |                                       |
|                    |                                                         |  |                                      |                                                              |  |  |  |  |  |  |  |                                       |
|                    |                                                         |  |                                      | Marie Augusta Thurn-Taxis                                    |  |  |  |  |  |  |  |                                       |
|                    |                                                         |  |                                      |                                                              |  |  |  |  |  |  |  |                                       |
|                    | Žofie Dorota Württemberská                              |  |                                      |                                                              |  |  |  |  |  |  |  |                                       |
|                    |                                                         |  |                                      |                                                              |  |  |  |  |  |  |  |                                       |
|                    |                                                         |  |                                      | Fridrich Vilém Braniborsko-Schwedtský                        |  |  |  |  |  |  |  |                                       |
|                    |                                                         |  |                                      |                                                              |  |  |  |  |  |  |  |                                       |
|                    | Bedřiška Braniborsko-Schwedtská                         |  |                                      |                                                              |  |  |  |  |  |  |  |                                       |
|                    |                                                         |  |                                      |                                                              |  |  |  |  |  |  |  |                                       |
|                    |                                                         |  |                                      | Žofie Dorota Pruská                                          |  |  |  |  |  |  |  |                                       |
|                    |                                                         |  |                                      |                                                              |  |  |  |  |  |  |  |                                       |